# Sophie Jones

Sophie Jones est un film américain réalisé par Jessie Barr, sorti en 2021.

## Synopsis
Sophie Jones, 16 ans, ne se remet pas de la mort de sa mère. Elle interagit avec les autres dans l'espoir de se sentir encore en vie mais apprend vite que ses rencontres charnelles ne sont qu'un apaisement de courte durée.

## Fiche technique
- Titre : Sophie Jones
- Réalisation : Jessie Barr
- Scénario : Jessie Barr
- Musique : Nate Heller
- Photographie : Scott Miller
- Montage : Naomi Sunrise Filoramo
- Production : Jessie Barr, Joe Dinnen et Lindsay Guerrero
- Pays :  États-Unis
- Genre : Drame
- Durée : 85 minutes
- Dates de sortie : États-Unis : 2 mars 2021

## Distribution
- Katie Prentiss : Denise
- Chase Offerle : Tony
- Jessica Barr : Sophie Jones
- Elle : Lily
- Sam Kamerman : Kate
- Natalie Shershow : Quinn
- Tristan Decker : Riley
- Skyler Verity : Kevin
- Jonah Kersey : Sam
- Kyle Stoltz : Dark Room Instructor
- Claire Manning : Claire
- Charlotte Jackson : Lucy
- Hannah Sapitan : Amber
- Dave Roberts : Aaron
- Sharae Foxie : Ms. Baum